# Sostanze cancerogene presenti nel fumo di sigaretta
Il fumo di tabacco commerciale inalato attivamente (fumo principale) o passivamente contiene più di 5.000 composti chimici. Stando al Dipartimento della Salute e dei Servizi Umani degli Stati Uniti d'America, e a simili ricerche condotte anche dall'Istituto Superiore di Sanità italiano, le sostanze carcinogene per gli esseri umani contenute nel fumo di sigaretta sono:
| Composto chimico | Quantità (per una sigaretta) |
| --- | --- |
| Acetaldeide | Da 980 microgrammi a 1,37 milligrammi |
| Acrilonitrile | Un tempo questo composto era utilizzato come fumigante e in una sigaretta se ne riscontravano da 1 a 2 milligrammi. Oggi il suo utilizzo è divenuto discontinuo. |
| Ammine eterocicliche | Sconosciuta |
| Amminodifenile | Da 0,2 a 23 nanogrammi |
| o-Anisidina cloridrato | Sconosciuta |
| Arsenico | da 1 a 2 g |
| Benzene | Da 5,9 a 75 microgrammi |
| Berillio | 0,5 nanogrammi |
| 1,3-Butadiene | 152 a 400 microgrammi |
| Cadmio | 1,7 microgrammi |
| Cloruro di vinile | Da 5,6 a 27 nanogrammi |
| Cromo (esavalente) | Sconosciuta |
| Dimetilidrazina asimmetrica | Sconosciuta |
| Formaldeide | Sconosciuta |
| Monossido di Carbonio | 5 microgrammi |
| Idrazina | 32 microgrammi |
| Idrocarburi policiclici aromatici inclusi: * Benzo(a)antracene * Benzo(a)pirene * Benzo(b)fluorantene * Benzo(j)fluorantene * Benzo(k)fluorantene * Crisene * Dibenzo(a,h)acridina * Dibenzo(a,j)acridina * Dibenzo(a,j)antracene * Dibenzo(a,j)pirene * 7H-Dibenzo(c,g)-carbazolo * Indeno(1,2,3-c,d)pirene * 5-Metilcrisene | Da 28 a 100 milligrammi |
| Isoprene | 3,1 milligrammi |
| Ossido di etilene | Sconosciuta |
| 2-Naftilammina | Da 1,5 a 35 nanogrammi |
| Nitrometano | Sconosciuta |
| N-Nitroso-N-dibutilammina | 3 nanogrammi |
| N-Nitrosodietanolammina | Da 24 a 36 nanogrammi |
| N-Nitrosodietilammina | Fino a 8,3 nanogrammi |
| N-Nitrosodimetilammina | Da 5,7 a 43 nanogrammi |
| N-Nitroso-N-dipropilammina | 1 nanogrammo |
| 4-(N-Nitrosometilammino)-1-(3-piridil)-1-butanone | Fino a 4,2 microgrammi |
| N-Nitrosonornicotina | 14 microgrammi |
| N-Nitrosopiperidina | Sconosciuta |
| N-Nitrosopirrolidina | 113 nanogrammi |
| N-Nitrososarcosina | Da 22 a 460 nanogrammi |
| Piombo | Sconosciuta |
| 210Polonio | Variabile |
| o-Toluidina | 32 nanogrammi |